# تابع دریچه
به تابعی گفته می‌شود که در یک سو به آسانی محاسبه شده و در سوی مخالف محاسبهٔ آن برای پردازنده‌ها بسیار دشوار است. این توابع بیشتر در رمزنگاری به کار گرفته می‌شوند.

## مثال
به طور نمونه، تابعی را در نظر بگیرید که حاصلضرب دو عدد اول را به شما می‌دهد. اما اگر این اعداد بسیار بزرگ باشند به سختی می‌توان آن را به اعداد پیشین تجزیه کرد. حال اگر یکی از آن دو عدد را به شما بدهند با یک تقسیم ساده، عدد دیگر به دست می‌آید.
مثال دیگر برای توابع دریچه دار مسله ی لگاریتم گسسته است.